# Joslyn Fox
Joslyn Fox és el nom artístic drag de Patrick Allen Joslyn (nascut el 27 de juliol de 1986), un intèrpret drag nord-americà més conegut per competir en la sisena temporada de RuPaul's Drag Race.

## Carrera
Joslyn Fox va competir en la sisena temporada de RuPaul's Drag Race on va quedar en sisena posició després de ser eliminada en el desè episodi. Hanne Low va classificar el seu número 19 a la llista de Screen Rant de "13 reines eliminades massa aviat (i 7 que es van quedar massa temps)". El 2022, la seva suplantació de Teresa Giudice de The Real Housewives of New Jersey va ocupar el primer lloc a les 10 millors actuacions de Snatch Game subestimades de WatchMojo a RuPaul's Drag Race.

## Vida personal
Joslyn viu a Worcester, Massachusetts des del 2021. Sa mare es diu Suzanne Allen Joslyn.